# نهر انسداون
نهر انسداون (بالإنجليزية: Lansdowne River)‏ هو نهر يوجد في ولاية نيو ساوث ويلز في أستراليا, يتدفق على بعد 45 كيلومترا (28 ميل) لالتقائه مع نهر مانينغ.
مترجم من Lansdowne River